# Euleia kovalevi
Euleia kovalevi är en tvåvingeart som först beskrevs av Valery Korneyev 1991.  Euleia kovalevi ingår i släktet Euleia och familjen borrflugor. Inga underarter finns listade i Catalogue of Life.